# International Data Group

International Data Group, Inc. (IDG) – amerykańskie wydawnictwo komputerowe z siedzibą w Bostonie, założone w 1964 r. przez Patricka McGoverna, który był do śmierci (2014) prezesem przedsiębiorstwa i jednym z amerykańskich miliarderów.
IDG zatrudnia ponad 12 tys. osób i publikuje ponad 300 magazynów w 85 krajach (także w Polsce, gdzie pracuje ok. 200 osób) – jego pięć głównych linii produktowych: Computerworld/InfoWorld, CIO, Macworld, Network World i PC World, to obecnie 175 tytułów (wersje narodowe) prasy informatycznej IDG na świecie.
Od IDG oddzieliło się wydawnictwo IDG Books znane m.in. z serii „…For Dummies” („…dla bystrzaków”), obecnie wydawanej przez John Wiley & Sons.